# 9M82

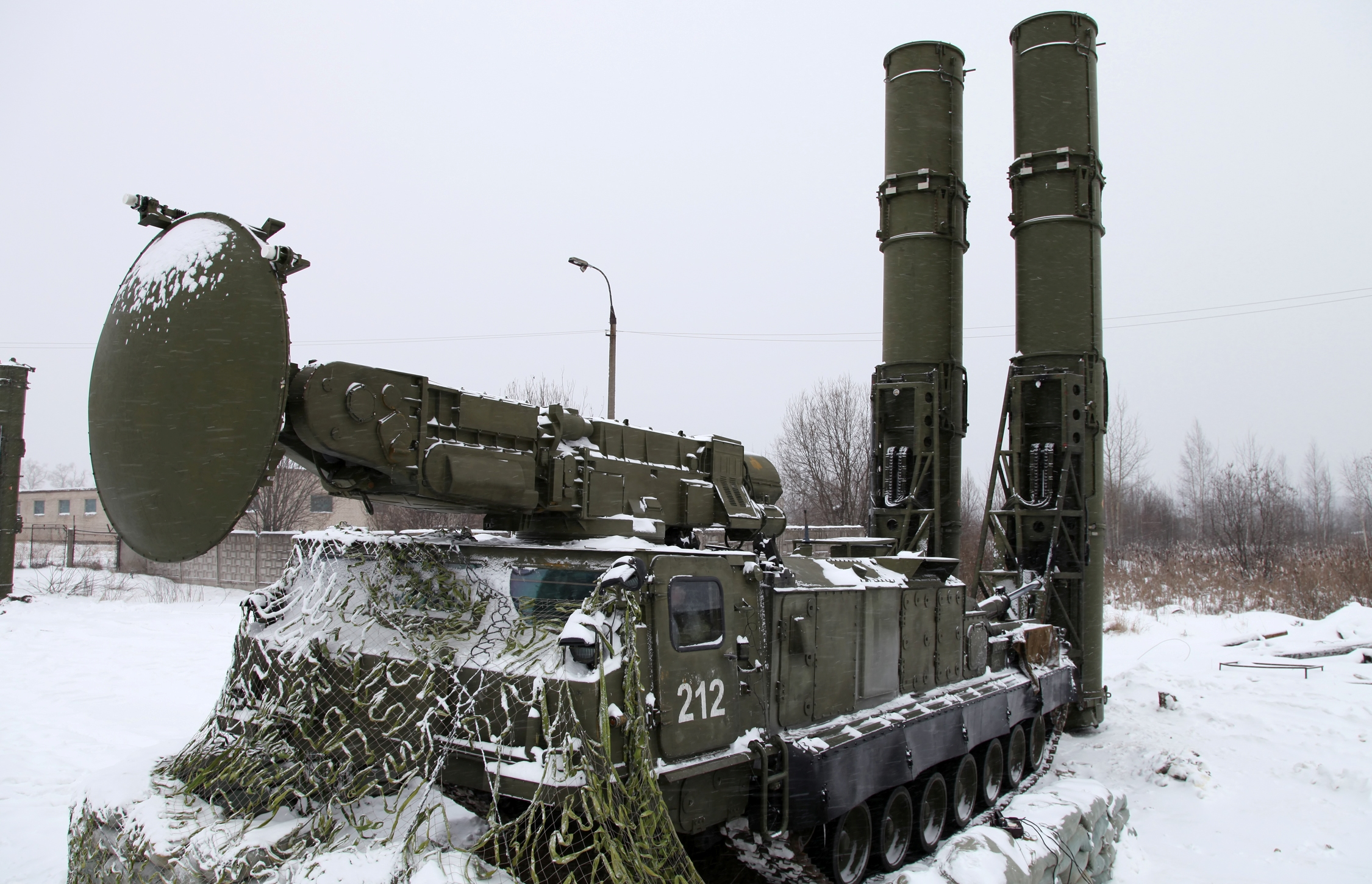
Start- und Transportfahrzeug 9A82 mit zwei Lenkwaffen 9M82 und dem Verfolgungsradar auf Basis des Chassis „Objekt 831“, das auch beim 2S7 Verwendung findet

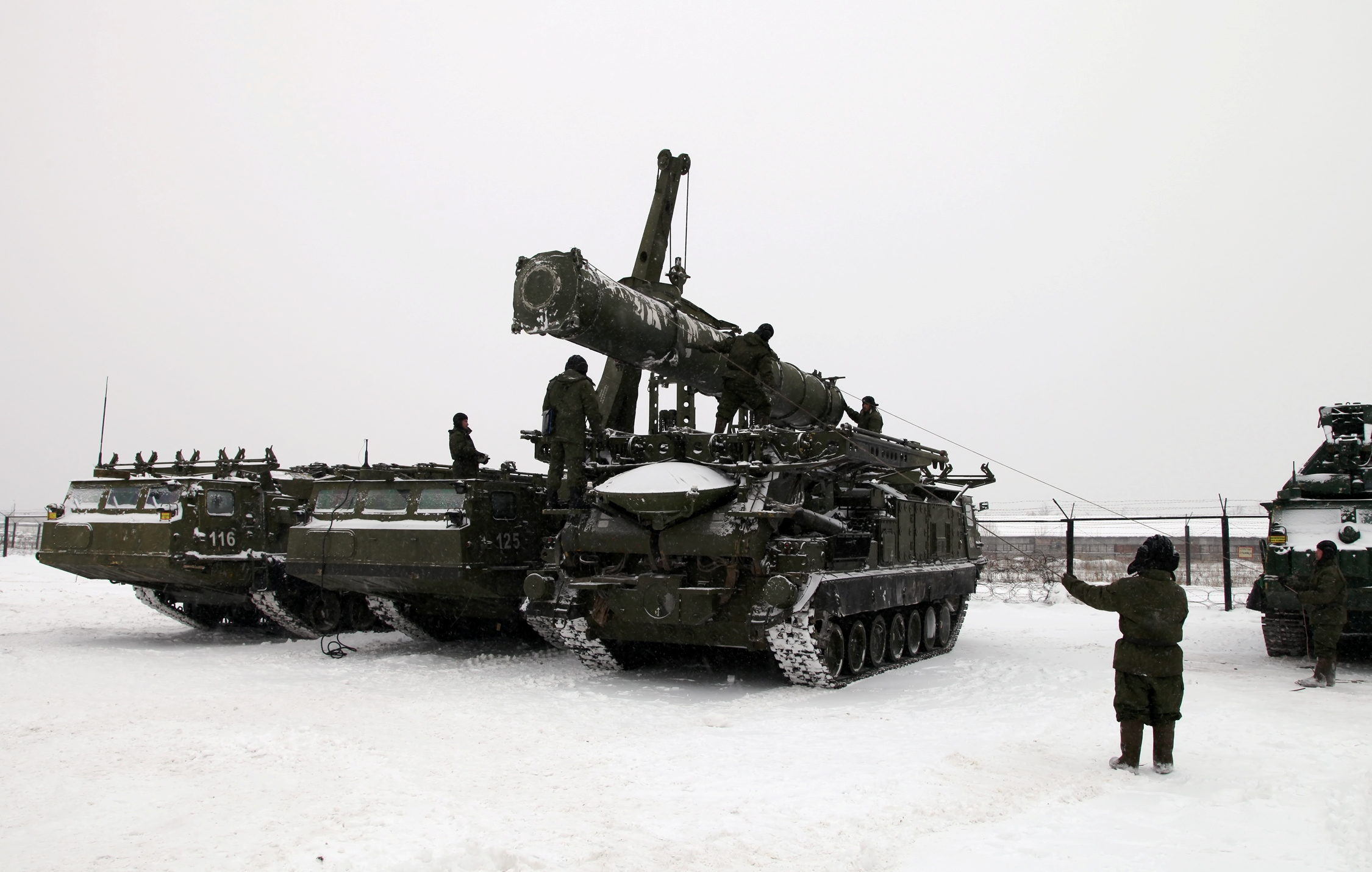
Die 202. Luftabwehrbrigade mit S-300W

9M82 ist eine zweistufige russische Flugabwehrrakete, die im Lenkwaffensystem S-300W verwendet wird.

## Geschichte
Das Langstrecken-Boden-Luft-Lenkwaffensystem S-300W wurde im Auftrag des sowjetischen Verteidigungsministeriums für die Verteidigung des sowjetischen Heeres vor diversen Luftangriffswaffen, darunter Kampfflugzeugen, Marschflugkörpern (darunter SRAM) sowie ballistischen Kurz- und Mittelstreckenraketen, entwickelt. Insbesondere war verlangt, Pershing-Raketen in einer Höhe von mehr als 12 km zu zerstören (deren Sprengkraft wurde in der Sowjetunion auf 1,5 Mt geschätzt, obwohl sie in Wirklichkeit nur 300 kt stark war). Für eine erfolgreiche Lösung dieser Aufgabe wurde beschlossen, zwei verschiedene Raketentypen einzusetzen (9M83 und 9M82), statt eine Rakete vom System S-300P zu verwenden.

## Beschreibung
Die 9M82-Rakete soll hauptsächlich zur Bekämpfung von ballistischen Kurz- und Mittelstreckenraketen dienen und hat außerordentlich gute Flugeigenschaften, etwa wie die Sprint-Rakete. Darüber hinaus kann sie Flugzeuge und Marschflugkörper bekämpfen. Sie wird durch eine Gasladung aus dem Start- und Transportbehälter senkrecht nach oben ausgestoßen. In rund 40 m Höhe zündet der Raketenmotor der ersten Stufe. Innerhalb von durchschnittlich vier Sekunden (3,5–6,2 s.) erreicht die 9M82 eine Geschwindigkeit von rund 2600 m/s. Nach dem Ausbrennen des Boosters wird dieser abgesprengt und das Raketentriebwerk der zweiten Stufe der rund 1213 kg schweren Rakete für 11,16 bis 17,2 s gezündet. Um 25 km Höhe zu erreichen beträgt die Durchschnittsgeschwindigkeit 1800 m/s. Dadurch verstieß die 9M82 nicht gegen die Bedingungen des ABM-Vertrags 1972, laut dem die Durchschnittsgeschwindigkeit der ABM-Rakete zwischen 2000 und 3000 m/s liegen durfte. Es gibt die Möglichkeit, die Zündung der zweiten Stufe beim Einsatz gegen Flugzeuge um bis zu 20 Sekunden zu verzögern. Dadurch erhöhen sich die Verwendungsmöglichkeiten. Die modernisierte Version 9M82M mit erhöhter Betriebszeit des Bordelektriksystems erreicht mehr als 300 km Reichweite und wird im Lenkwaffensystem S-300WM genutzt.
Die 9M82 ist auch im A-135-ABM-System integriert und kann zusammen mit dem Radarsystem Don-2N Interkontinentalraketen bekämpfen.

## Technische Daten
| System                                          | S-300W                                 |
| Lenkwaffe                                       | 9M82                                   |
| Einführungsjahr                                 | 1988                                   |
| Einsatzdistanz bei Flugzeugbekämpfung           | bis 100 km (mehr als 300 km für 9M82M) |
| Einsatzdistanz bei Raketenbekämpfung            | bis 40 km                              |
| Einsatzhöhe bei Flugzeugbekämpfung              | 25–35.000 m                            |
| Einsatzhöhe bei Raketenbekämpfung               | 1.000–25.000 m (30.000 m für 9M82M)    |
| Max. Zielgeschwindigkeit                        | 3.000 m/s (4.500 m/s für 9M82M)        |
| Zeit zum Herstellen der Feuerbereitschaft       | 5 Minuten                              |
| Reaktionszeit                                   | 15 Sekunden (7,5 für 9M82M)            |
| Länge                                           | 9918 mm                                |
| Durchmesser                                     | 1215 mm                                |
| Spannweite                                      | 1213 mm                                |
| Startmasse                                      | 4685 kg                                |
| Masse der ersten Stufe                          | 3422 kg                                |
| Masse der zweiten Stufe                         | 1213 kg                                |
| Containermasse ohne Gasgenerator                | 1290 kg                                |
| Masse des Gasgenerators                         | 190 kg                                 |
| Gesamtmasse                                     | 6115 kg                                |
| Gefechtskopfmasse                               | 150 kg                                 |
| Gefechtskopftyp                                 | Splitterspreng                         |
| Minimal erfassbarer Radarquerschnitt des Zieles | 0,02 m²                                |